# Cyrano de Bergerac (película de 1950)
Cyrano de Bergerac es una película de 1950 basada en la obra de teatro estrenada en 1897 Cyrano de Bergerac, de Edmond Rostand. La película fue producida por Stanley Kramer y dirigida por Michael Gordon (1909 - 1993). 
Contó con los actores José Ferrer en el papel de Cyrano de Bergerac, Mala Powers en el de Roxane, y William Prince en el de Christian de Neuvillette. 
Por sus interpretaciones en esta película, José Ferrer ganó el Oscar al mejor actor, y Mala Powers fue propuesta como candidata a la obtención del Globo de Oro.

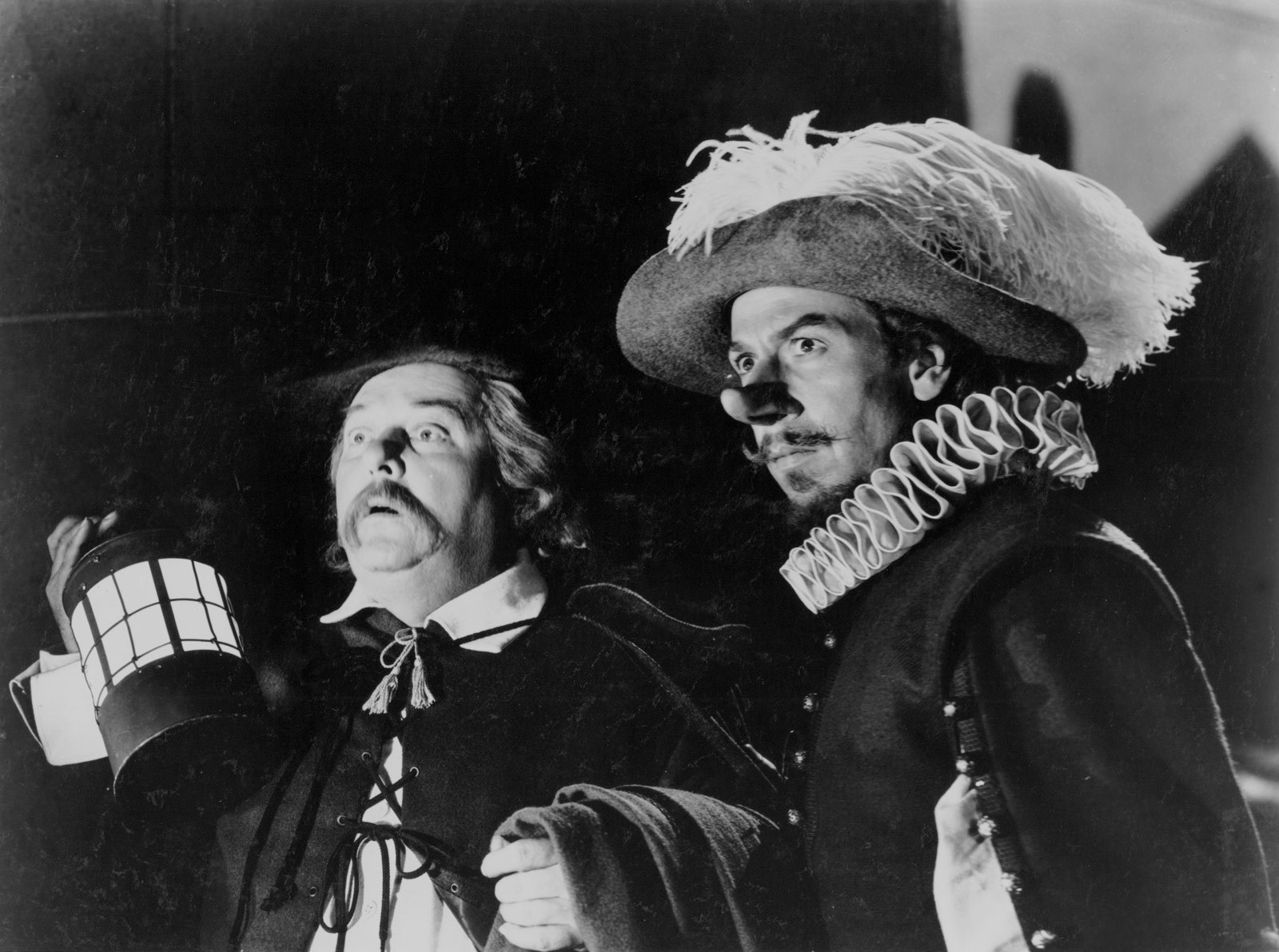
Lloyd Corrigan y José Ferrer
en parte de un fotograma de la película.